# アッペンツェル鉄道ABDm2/4 55-56形気動車

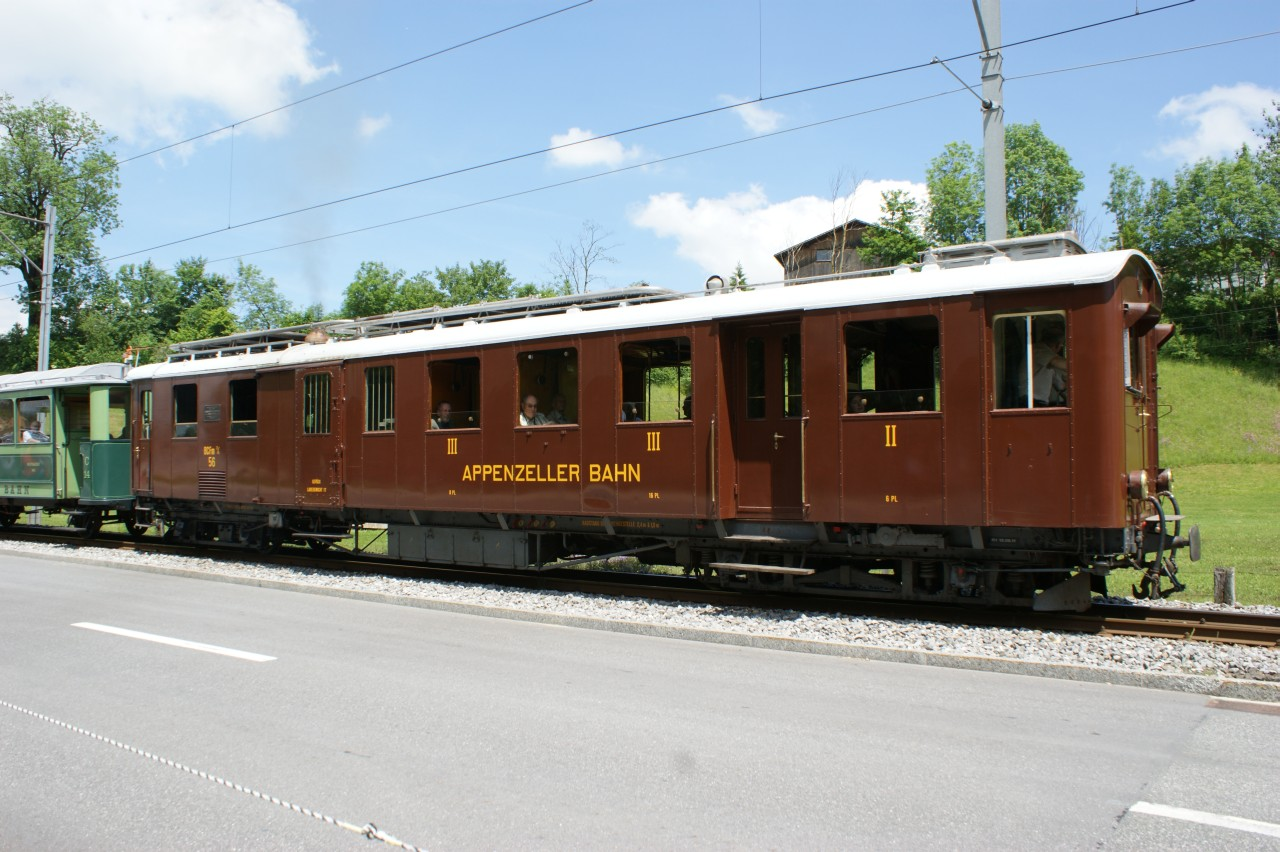
動態保存されているBCFm2/4 56号機、特別列車として運行されている、2013年

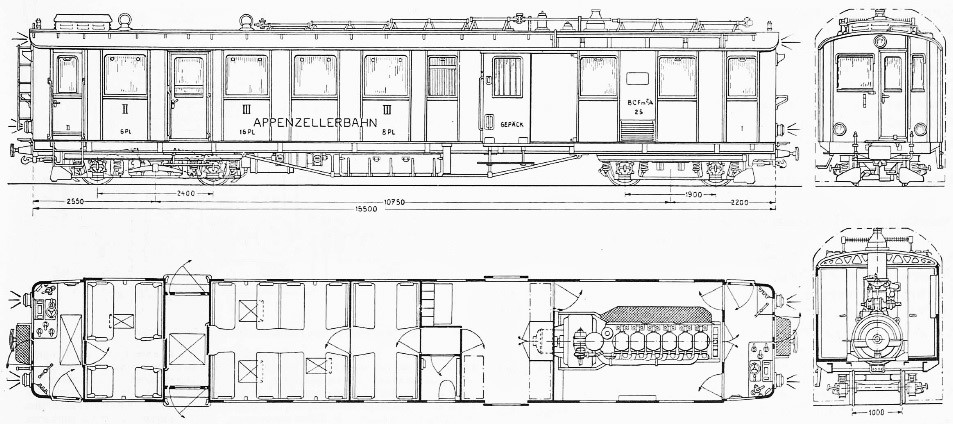
BCFm2/4形の製造時の形式図、室内は図面左側から運転室-2等室-乗降デッキ-3等室-荷物室とトイレ-機関室-運転室の配置

アッペンツェル鉄道ABDm2/4 55-56形気動車(アッペンツェルてつどうABDm2/4 55-56がたきどうしゃ)は、スイスのアッペンツェル鉄道（AB:Appenzeller Bahnen）で使用されていた1等・2等・荷物合造気動車である。なお、本機はBCFm2/4形の25および26号機として製造されたものであるが、その後の称号改正および改番によりABDm2/4形55-56号機となり、現在では歴史的車両として保存されているため当初形式のBCFm2/4形となっているものである。

## 概要
1892年に発明されたディーゼルエンジンは欧州では1920年代頃から鉄道車両の搭載が始まり、スイスにおいても1912年製の世界初のディーゼル機関車にヴィンタートゥールのGebrüder Sulzer製の機関が搭載されるなどその開発に各メーカーが参加していた。一方、スイス国内では第一次世界大戦による石炭価格の高騰もあり電化が推し進められていた。そのような状況の中、スイス北東部の私鉄であるアッペンツェル鉄道でも1875年から1913年にかけて開業したゴッサウ - アッペンツェル間25.92kmの電化を計画していたものの、資金の関係上急速な電化が難しく、運行コスト削減のため蒸気機関車牽引列車の一部を一旦ディーゼルエンジンを搭載した気動車に置き換えることとして、スイス国鉄の2等/3等/荷物合造気動車であるスイス国鉄のCFm2/4形とFm2/4形をベースに1000mm軌間の勾配線用に小型軽量化を図った気動車がBCFm2/4形として2機が導入された本形式である。この気動車は1910-20年代のアメリカで発達していた、大型の鋼製客車の室内一端にガソリンエンジンを搭載したガス・エレクトリックもしくはドゥードゥルバグと呼ばれる電気式気動車と同様の構成で、主機を直列6気筒のディーゼルエンジンとしたもので、2'Bo'の車軸配置で2基の主電動機を駆動しており、後に製造された鉄道省のキハニ36450形電気式気動車とも機関方式の差はあるが同様の機器構成となっている。本機はその後1933年の電化や第二次世界大戦時の燃料油不足にもかかわらず、夏季等の増発列車や事業用列車の牽引に使用され続け、現在では称号改正と改番によってABDm2/4 26号機となっていた機体が当初形式・機番のBCFm2/4 56号機として動態保存されている。
なお、本形式は車体、台車、機械部分の製造をSIG、主機の製造をGebrüder Sulzerが担当し、主発電機、主電動機、電気機器の製造はMFOが担当しており、軽量化を図った車体に当時としては大出力の機関を搭載することで、運転整備重量32tで最大牽引力49.0kNを発揮する勾配線用機となっており、最急勾配37パーミルの路線で数両の客車を牽引可能なものであった。なお、各機体の製造時機番、1949年の改番後機番、製造年、製造所は以下のとおりであり、1956年にはスイス鉄道の客室等級の1-3等の3段階から1-2等への2段階への統合と、これに伴う称号改正により形式記号もA-Cの3段階からA-Bの2段階に変更となったため、形式名がABFm2/4形となり、さらに1962年の称号改正により荷物室の形式記号が"F"から"D"に変更となったため、ABDm2/4形となっている。
- 55 - 25 - 1929年 - SIG/Sulzer/MFO
- 56 - 26 - 1929年 - SIG/Sulzer/MFO

## 仕様

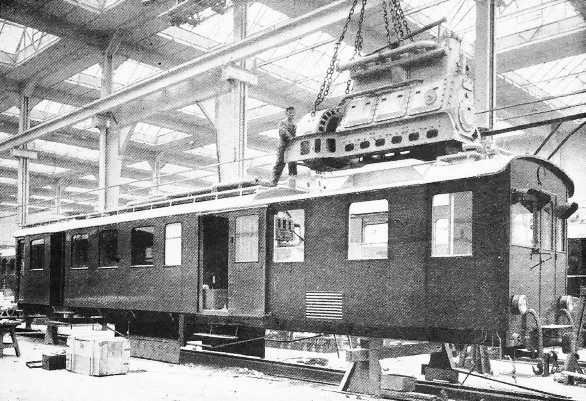
主機を車体内に搭載する様子、製造当時、1929年

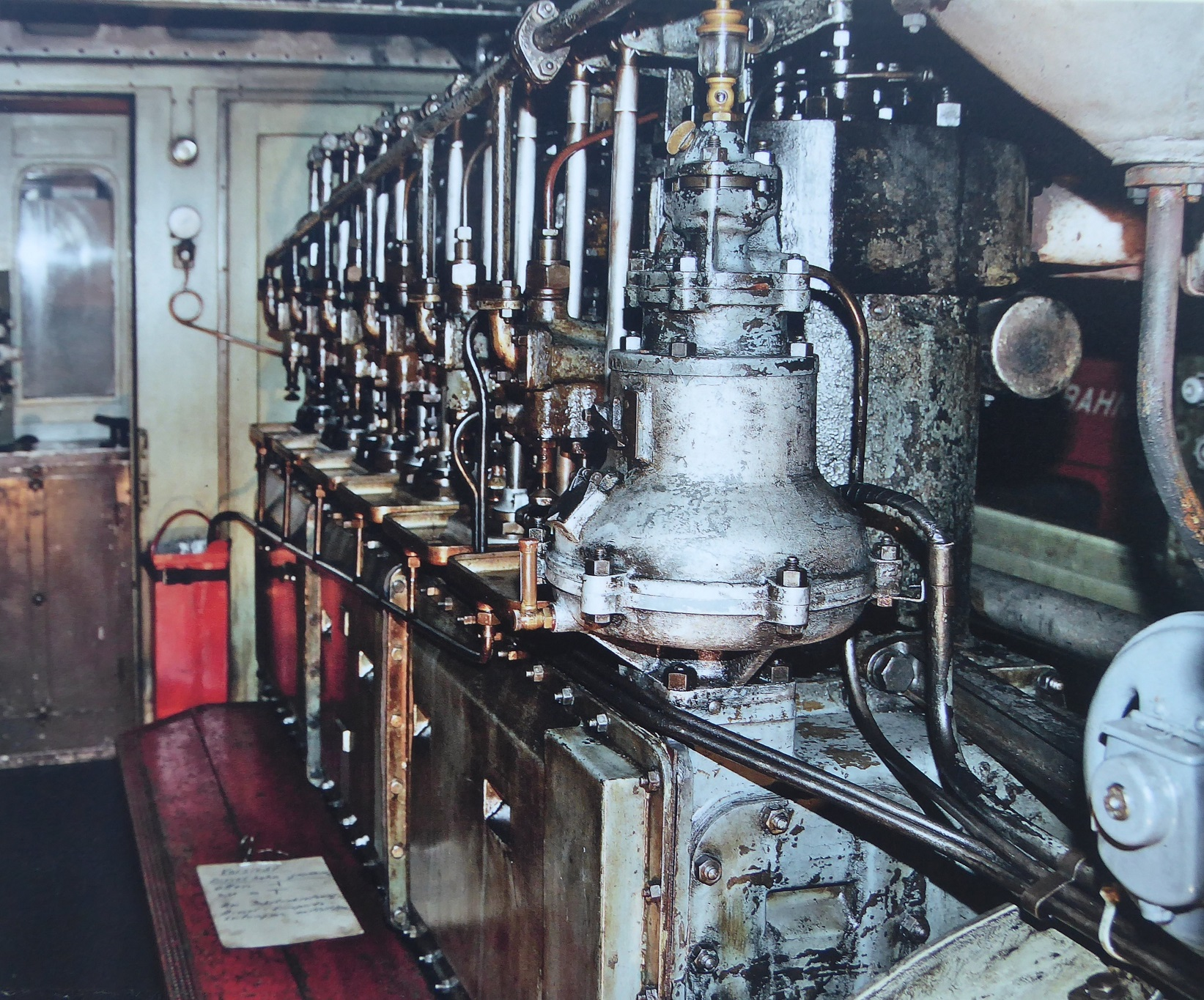
機関室内に配置された主機、2018年

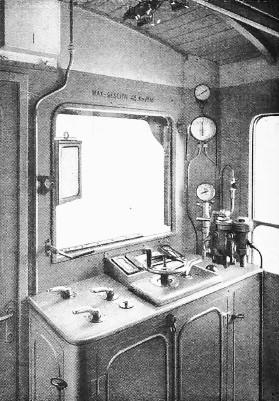
製造当初の運転台、1929年

### 車体
- 車体は1930年代までのスイスの電車で標準的であった木鉄合造構造で、台枠は鋼材のリベット組立式でトラス棒付、その上に木製の車体骨組および屋根を載せて前面および側面外板は金属板を木ねじ止めとしたもので、客室部は通常の鋼板を使用しているが、機関室側は軽量化のためアルミニウム板を採用している。また、屋根は客室は木製屋根布張り、機関室は鋼製で床および内装は木製としている。車体内は前位側から長さ1000mmの乗務員室、3400mm主機室、3060mmの荷物室とトイレ、1400mmmの3等[7]禁煙室、2880mmの3等喫煙室、950mmの乗降デッキ、1500mmの2等[8]室、1000mmの乗務員室の配列となっている。
- 正面は隅部がR付で屋根端部が庇状に張出した平妻形態で、右側に寄った貫通扉の左側に庇付の運転室窓、右側に同じく庇付の狭幅窓があり、正面下部左右に外付式の、貫通扉上部に埋込式の丸形前照灯が配置されるもので、後のABe4/4 40-43形電車と同デザインであり、連結器は台枠取付のねじ式連結器で、緩衝器が中央に、フックとリンクがその下部に設置されている。
- 側面は窓扉配置d1D31D21（右側：乗務員扉-2等室窓-乗降扉-3等室窓-トイレ窓-荷物室扉-主機室窓-乗務員室窓）で、各窓は上隅部にRの付いた下落とし窓で幅は2等室が800mm、3等室が750mm、主機室が830mmとなっており、乗降扉は外開戸、荷物室扉は幅880mmの外吊式の片引扉、乗務員室扉は内開扉となっている。また、屋根上にはラジエターと煙突、客室上部には水雷形のベンチレーターが設置され、主機室部の屋根のみ鋼製の取外し可能なものとなっている。
- 運転室は当時のスイスの機関車などと同じ立って運転する形態の右側運転台式で、スイスやドイツの電気機関車や電車で一般的な円形ハンドル式のマスターコントローラーが設置されている。また、荷物室にはトイレが併設され、室内には10席分の折畳座席と郵便用の仕分棚が設置されているほか、主機室内に納まらなかった補助発電機が置かれている。
- 2等室は2+1列の3人掛けでシートピッチ1500mm、3等室は2+2列の4人掛けでシートピッチ1400-1440mmのそれぞれ固定式クロスシートで、2等室が1ボックス、3等室は禁煙1ボックスと喫煙2ボックスの配置となっている。1等室の座席はヘッドレスト付きでモケット貼り、2等室のものはヘッドレストの無い木製ニス塗りのベンチシートとなっている。そのほか天井は白、側および妻壁面は木製ニス塗り、荷棚は座席上枕木方向に設置されている。
- 車体塗装は茶色で、側面は3等室下部中央に"APPENZELLERBAHN"の、各客室窓下部に客室等級のローマ数字の飾り文字が入り、各室部に定員や荷物室の表記が、機関室部に形式名と機番の表記が入ったっものとなっており、車体正面は正面右側の狭幅窓上部に機番が入れられている。また、車体台枠、床下機器と台車は黒、屋根および屋根上機器はグレーである。
- その後アッペンツェル鉄道標準の車体下半部が赤、上半部がクリーム色で窓下部に赤の細帯が入るものとなり、側面窓下に"APPENZELLERBAHN"のロゴと翼状のラインをデザインしたアッペンツェル鉄道のマークが入るものに変更されているが、26号機については1975年のアッペンツェル鉄道開業100周年を記念した歴史的車両として製造当初の茶色塗装に戻されている。

### 走行機器
- 本機は主機としてGebrüder Sulzer製の直列6気筒4ストロークのSulzer 6LV22ディーゼルエンジンを1基主機室内床上に搭載し、そこに直結されるMFO製の直流分巻式で他励界磁を持つ主発電機によって発生した電力によって後位側台車の2軸を2基の直流直巻整流子電動機を駆動するもので、主機の出力と分巻界磁、他励界磁を15段で抵抗制御することにより主発電機の出力電圧を0-600Vに制御している。なお、主機の出力は184kW/775rpmもしくは147kW/625rpmであるほか、補助回路用の発電機が設置され、蓄電池充電や電動空気圧縮機、灯具類などへ電力を供給していた。
- ラジエターは屋根上全長にわたって平板型のラジエターを6枚設置する方式となっている。
- 台車は動台車は軸距2400mm、従台車は軸距1900mm、車輪径722mmの鋼材リベット組立式台車で、枕ばねは重ね板ばね、軸ばねはコイルばねと重ね板ばねの組合せで軸箱支持方式はペデスタル式となっている。主電動機は1時間定格出力136kWの自己通風式のものを2段減速・歯車比7.50で吊掛式に装荷しており、主機の回転数が775rpm時には0-約8km/hの間で49.0kNの牽引力を発揮する。このほか、基礎ブレーキ装置は片押式の踏面ブレーキ、ブレーキシリンダは台車毎の車体取付であったほか、動台車の前後には砂箱と砂撒き装置を装備している。
- このほかブレーキ装置として自動空気ブレーキと手ブレーキを装備するほか、補機として補助発電機兼用のセルモーターや電動冷却水ポンプ、照明等用の蓄電池および電動空気圧縮機などを搭載している。

### 主要諸元
- 軌間：1000mm
- 動力方式：ディーゼルエンジンによる電気式
- 最大寸法：全長16400mm、全幅2700mm、全高3680mm、屋根高3150mm
- 軸配置：Bo'2'
- 軸距：2400mm（動台車）、1900mm（従台車）
- 台車中心間距離：10750mm
- 車輪径：722mm（動輪、従輪とも）
- 自重：32t（運転整備重量）
- 動輪周上重量：15.6t
- 定員：1等6名、2等24名（喫煙16名、禁煙8名）
- 荷重：1.0t
- 荷室面積：3.6m2
- 走行装置
  - 主機：Gebrüder Sulzer製直列6気筒6LV22×1基（定格出力：184kW/775rpmもしくは147kW/625rpm、ボア220mm×ストローク280mm、機関本体全長2570mm）
  - 主電動機：直流直巻整流子電動機×2基（4極、1時間定格出力136kW）
  - 減速比：7.500
  - 牽引力：19.0kN（1時間定格、於24.8km/h）、49.0kN（最大）
  - 最高速度：45-50km/h
- ブレーキ装置：空気ブレーキ、手ブレーキ

## ABDe2/4 48形

### 概要
- ABFm2/4 55号機1955年には55号機がディーゼル発電機の故障により運行および修理が不能と判断されて主機と発電機を電車用の主制御装置に換装して電車に改造され、ABFe2/4 46号機となり、その後1962年の称号改正によりABFe2/4 46号機に、1968年には新しいBDe4/4 46-47形電車の増備に伴い改番されてABDe2/4 48号機となっている。
- 本機は電気式気動車の装備をなるべく流用して改造されており、ディーゼル発電機と制御装置を電車用の主制御器に変更したほか、屋根上に力行およびブレーキ用の主抵抗器を搭載したほかは、台車、主電動機等は気動車地の物をそのまま流用している。なお、主機と主発電機の撤去により自重は25tに大幅に減少しており、空いたスペースを荷物室としたため、荷室面積が12m2に拡張されている。なお、あわせて空気ブレーキ装置をウエスティングハウス式の自動空気ブレーキからMFO製のものに変更している。
- 電車への改造とともに車体塗装が赤とクリーム色のアッペンツェル鉄道の標準塗装に変更されている。

### 主要諸元
- 軌間：1000mm
- 電気方式：DC1500V 架空線式
- 最大寸法：全長16400mm、全幅2700mm、屋根高3150mm
- 軸配置：Bo'2'
- 軸距：2400mm（動台車）、1900mm（従台車）
- 台車中心間距離：10750mm
- 車輪径：722mm（動輪、従輪とも）
- 自重：25t（運転整備重量）
- 動輪周上重量：12t
- 定員：1等6名、2等24名（喫煙16名、禁煙8名）
- 荷室面積：12m2
- 走行装置
  - 主制御装置：抵抗制御
  - 主電動機：直流直巻整流子電動機×2基（4極、1時間定格出力136kW）
  - 減速比：7.500
  - 牽引力：19.0kN（1時間定格、於24.8km/h）
  - 最高速度：50km/h
- ブレーキ装置：発電ブレーキ、空気ブレーキ、手ブレーキ

## 運行・廃車

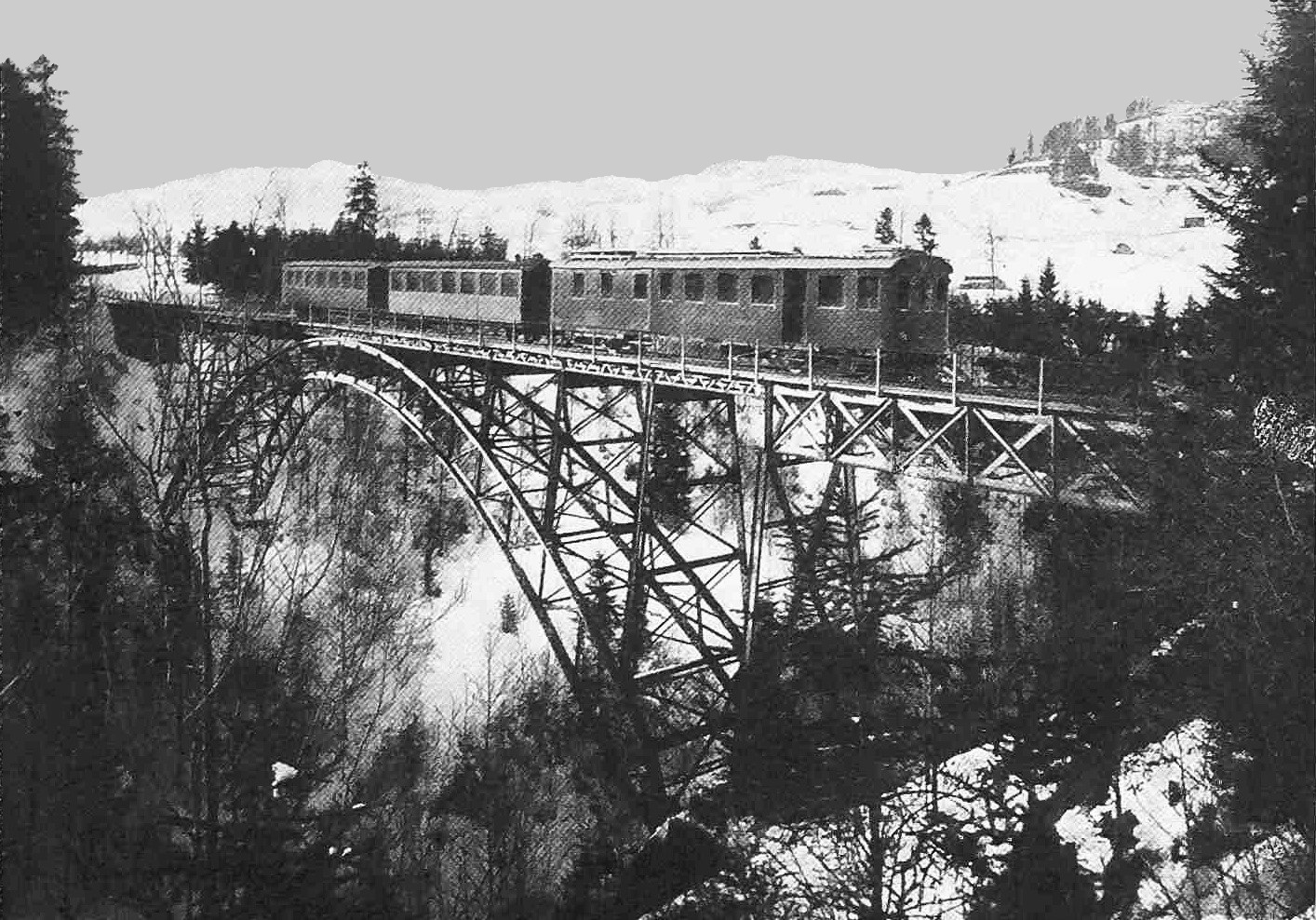
事業用客車2両を牽引するBCFm2/4形、アッペンツェル -　ゴンテンバド間、1929年

- 本機が使用されるアッペンツェル鉄道のゴッサウ - アッペンツェル間はザンクト・ガレン州ゴッサウからアッペンツェル・アウサーローデン準州のウルネシュを経由してアッペンツェル・インナーローデン準州のアッペンツェルに至る25.92kmの路線であり、最急勾配37パーミル、標高638-904mの路線であり、ゴッサウでスイス国鉄に、アッペンツェルで1947年にアッペンツェル鉄道に統合された旧アッペンツェル-ヴァイスバート-ヴァッサーラウエン鉄道[9]のヴァッサーラウエン方面と、1988年にアッペンツェル鉄道に統合された旧ザンクト・ガレン-ガイス-アッペンツェル電気鉄道[10]のザンクト・ガレン方面へ接続する。
- 本機は1929年4月2日から実施された試運転では3両の客車を牽引した68tの列車を牽引して、37パーミルの勾配で約15km/hで、30パーミルの勾配で約20km/hで走行する事が可能であることが確認されている。
- 本機はその後実際の運行に使用されるようになったが、成績は良好であり、最大ではダイヤの約75%を本機が牽引する列車で運行されていた。また、一部の急行列車などではG4/5形蒸気機関車との重連でも運行されているが、本格的な運行は電化までの短期間であり走行キロ数は1両約200000kmであった。
- 本機は燃料の価格差のほか、運転準備に必要な時間が蒸気機関車の2時間と比較して約10分であることなどから、蒸気機関車と比較して大幅なコスト削減がなされており、268日間（1日約220km走行）での比較において、蒸気機関車列車の運行費用が31,088スイス・フランであったのに対し本機では6,014スイス・フランであった。
- 1933年のゴッサウ-アッペンツェル間の直流1500Vでの電化後も本機はそのままBCe4/4 27-30形（後のABe4/4 40-43形）の予備機としてアッペンツェルに配置されていた。夏季の週末などにはアッペンツェルからヴァッサーラウエン方面[11]の列車用として運行されたほか、ヘリザウ-ゴッサウ間の近距離列車や電力設備の障害時、多客時の臨時列車、事業用列車の牽引などにも使用されている。
- 電車に改造されたABFe2/4 46号機は、1956年から主にヘリザウ-ゴッサウ間の区間列車や事業用列車として使用されている。なお、その後1973年に運用を外れ、1983年には保存鉄道であるバレムベルク蒸気鉄道[12]に譲渡されてマイリンゲンに留置されてレストア待ちとなっていたが、後に修復不能と判断されて解体されている。
- ABFm2/4 56号機は1975年にアッペンツェル鉄道開業100周年を記念して歴史的車両として旧塗装となるとともに修復工事を受け、形式も旧形式のBCFm2/4 26号機となって動態保存され、現在ではアッペンツェル鉄道の歴史的車両を整備、運行している団体であるAG2[13]が運用をしている。